# Sulechów
Pour les articles homonymes, voir Sulechów (homonymie).
Sulechów (prononcé en polonais : [suˈlɛxuf] ; en allemand : Züllichau) est une ville située dans la powiat de Zielona Góra dans la voïvodie de Lubusz, en Pologne. Elle est le chef-lieu de la gmina de Sulechów.

## Géographie
La ville se trouve dans la région historique de Basse-Silésie, à quelques kilomètres au nord de l'Oder. La capitale régionale de Zielona Góra se trouve à 15 kilomètres au sud.

## Histoire
La colonisation dans la région remonte au IVe siècle. Au Xe siècle, la région faisait partie du royaume de Pologne sous le règne de Mieszko Ier († 992) et ses successeurs de la maison Piast. Lors de la fragmentation de la Pologne, à la suite de la mort de Boleslas III Bouche-Torse en 1138, elle appartenait au duché de Silésie gouverné par la branche de Ladislas II. Après que le pays de Lubusz voisin a été cédé au margraves de Brandebourg en 1249, elle constituait la partie la plus septentrionale de la Silésie. 

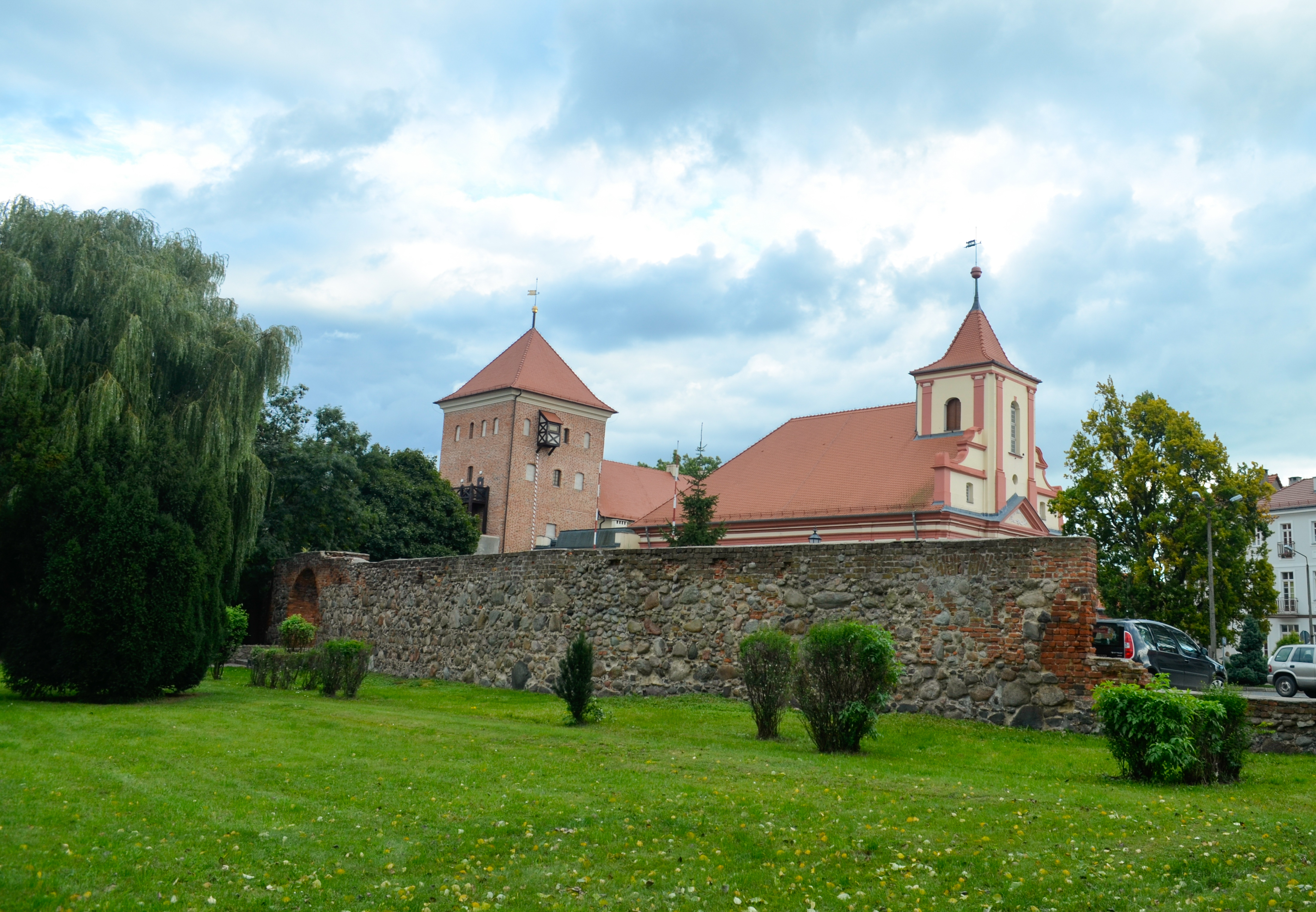
Le château de Sulechów.

Peu tard, vers 1251, les domaines ont été transférés sous la tutelle du duc silésien Conrad II de Głogów ; c'est à cette époque qu'apparut le lieu à un croisement des routes commerciales. La localité est mentionnée en 1319, lorsque le margrave Valdemar de Brandebourg conquit la région. Il meurt cependant la même année, et la localité retombe aux Piast du duché de Głogów. Jusqu'en 1331, leur pays est devenu un fief de la couronne de Bohême. La lignée des ducs s'éteignit à la mort de Henri XI de Głogów en 1476, à la suite de quoi un conflit de la succession éclata entre son beau-père l'électeur Albert III Achille de Brandebourg, le roi Vladislas IV de Bohême et le duc Jean II de Żagań. Après six ans de guerre, en résultat, les domaines de Sulechów, Krosno, Bobrowice et Lubsko échurent au Brandebourg qui assurera son administration jusqu'en 1945.
La ville faisait partie du district de la Nouvelle-Marche sous le règne du margrave Jean Ier de Brandebourg-Küstrin à partir de 1537. Durant cette période, Züllichau bénéficiait constamment de l'arrivée de nombreux artisans, notamment de tisseurs provenant de Franconie et de Flandre. Jusqu'à la fin du XVIe siècle, la population avait augmenté à 4 000 habitants. La ville cependant souffrit durant la guerre de Trente Ans, dévastée par les troupes suédoises puis par l'Armée impériale en 1631.

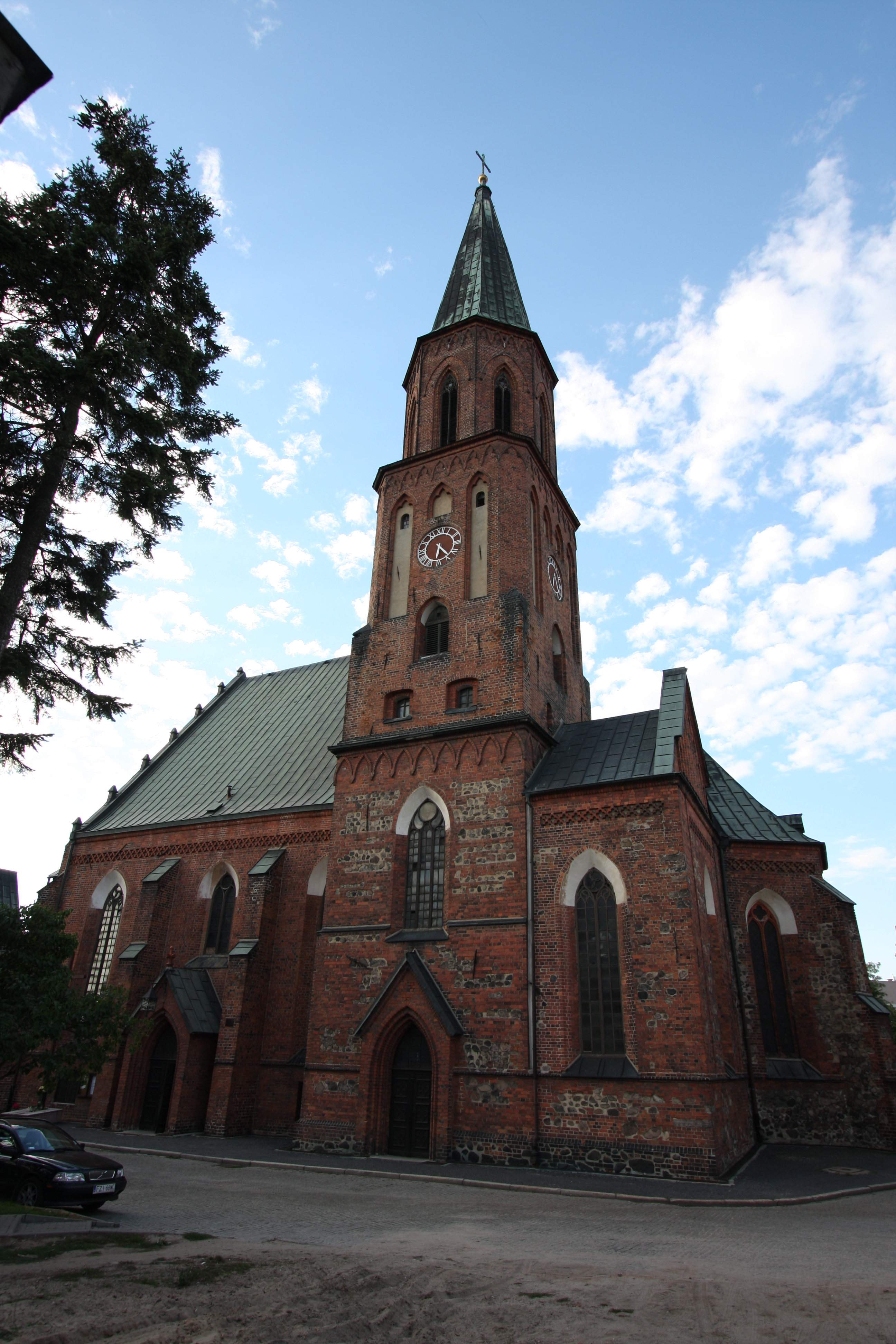
L'église Sainte-Croix.

Sous la domination du royaume de Prusse, à partir de 1701, Züllichau devint une ville de garnison de l'Armée prussienne ; elle joue, en outre, un rôle important dans la conquête des régions avoisinantes pendant les guerres de Silésie. En 1815, elle fut incorporée dans la province prussienne de Brandebourg, le chef-lieu de l'arrondissement de Züllichau-Schwiebus (de) au sein du district de Francfort. Le commerce des drapiers prospérait ; néanmoins, après que la province de Posnanie à l'est avait été cédée à la république de Pologne en 1919, l'économie de la ville a souffert de la perte de débouchés commerciaux. Züllichau reste une ville de garnison de la Wehrmacht jusqu'en 1945.
Après la Seconde Guerre mondiale, avec les conséquences de la Conférence de Potsdam et la mise en œuvre de la ligne Oder-Neisse, la ville est intégrée à la Pologne. La population d'origine allemande est expulsée et remplacée par des Polonais. De 1975 à 1998, le village appartenait administrativement à la voïvodie de Zielona Góra. Depuis 1999, il appartient administrativement à la voïvodie de Lubusz.

## Relations internationales

### Jumelages
La ville a signé des jumelages ou des accords de coopération avec :
- Fürstenwalde (Allemagne) ;
- Rushmoor (Angleterre) - district couvrant les villes d'Aldershot et de Farnborough ;
- Criuleni (Moldavie).

## Personnalités liées à la ville
- Johann Gottfried Rösner (1658-1724), maire de Toruń, victime du tumulte de Toruń ;
- Caspar Neumann (de) (1683-1737), premier professeur de pharmacologie au Berlin Collegium Medico-Chirurgicum ;
- Johann Gottfried Ebel (1764-1830), géologue et auteur ;
- Carl Friedrich Ernst Frommann (1765-1837), éditeur ;
- Minna Herzlieb (de) (1789-1865), éditrice et un des modèles d'« Ottilie » dans Les Affinités électives de Goethe ;
- Carl Peter Wilhelm Gramberg (1797-1830), bibliste et pédagogue allemand, est mort à Sulechów ;
- Hermann Marggraff (1809-1864), écrivain, journaliste et critique littéraire ;
- Theodor Kullak (1818–1882) pianiste, compositeur et a étudié dans la ville ;
- Friedrich Karl Gramsch (1860-1923), président du district de Königsberg ;
- Rüdiger von der Goltz (1865–1946), Generalmajor allemand durant la Première Guerre mondiale et la Guerre d'indépendance de l'Estonie, né à Sulechów ;
- Gerhard Benack (pt) (1915–1994), officier décoré de la Croix de chevalier de la Croix de fer ;
- Peter Robert Keil (de) (né en 1942), peintre et sculpteur ;
- Klaus-Dieter Ludwig (né en 1943), rameur d'aviron ;
- Olga Tokarczuk (née en 1962), écrivain, lauréate du prix Nobel de Littérature 2018, décerné en 2019 ;
- Łukasz Żygadło (né en 1979), joueur de volley-ball ;
- Mela Koteluk (née en 1985), chanteur ;
- Tymoteusz Puchacz (né en 1999), footballeur.